# Трнавские говоры

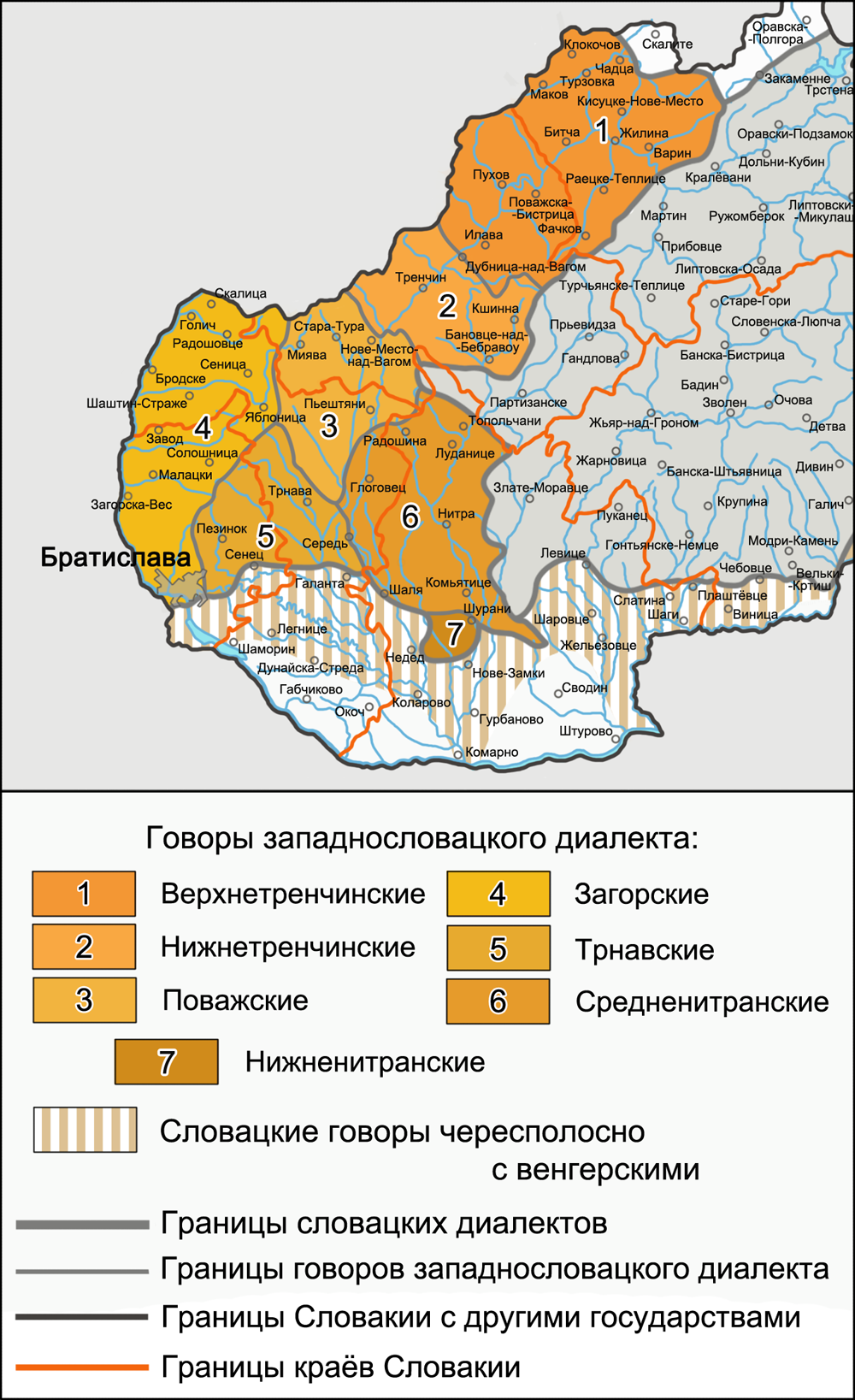
Трнавские говоры на карте западнословацкого диалекта

Трна́вские го́воры (также трнавский диалект; словац. trnavské nárečie) — говоры западнословацкого диалекта, распространённые в южной части западнословацкого диалектного ареала (в районе городов Трнава и Пезинок). Согласно классификации, опубликованной в «Атласе словацкого языка» (Atlas slovenského jazyka), трнавские говоры вместе с загорскими образуют группу юго-западных западнословацких говоров, в других классификациях трнавские говоры входят в число южных западнословацких говоров.
К диалектным чертам трнавских говоров, большинство из которых сходны с чертами загорских говоров и имеют общезападнословацкий характер, относят: полное отсутствие дифтонгов; наличие гласного e на месте редуцированного ъ в сильной позиции; ассибиляция согласных t’ и d’ (изменение в c’ и ʒ’ с последующим отвердением) перед исконным i и e < ě; отсутствие билабиального u̯, коррелирующего с v; наличие гласного порядка e во флексиях одушевлённых существительных в форме именительного падежа множественного числа (bratové, mužové) и т. д. В отличие от загорских говоров, в трнавских представлены слоговые согласные.
Кроме того, для трнавских говоров характерны такие формы притяжательных местоимений, как jehóf, jehová, jehové, jejin, jejiná, jejiné, которые склоняются как полные прилагательные.

## Классификация
Трнавские вместе с загорскими говорами, занимающими юго-западную часть территории распространения западнословацкого диалекта, согласно классификации, опубликованной в «Атласе словацкого языка», 1968, образуют группу юго-западных западнословацких говоров. Данная группа противопоставлена юго-восточным — средненитранским и нижненитранским, а также северным — верхнетренчинским, нижнетренчинским и поважским говорам. В ряде классификаций диалектов словацкого языка трнавские говоры включают в число южных западнословацких говоров, в частности, на диалектологической карте И. Рипки (Ivor Ripka), 2001, из «Атласа населения Словакии» (Atlas obyvatel’stva Slovenska) трнавские говоры вместе с загорскими, поважскими и нижненитранскими относятся к говорам южного региона в составе западнословацкого макроареала и противопоставляются говорам северного региона — верхнетренчинским, нижнетренчинским и кисуцким.
В юго-западной части территории распространения трнавских говоров по ряду диалектных особенностей выделяются модранские говоры (к востоку от Малых Карпат в районе города Модра).

## Ареал и название
Трнавские говоры распространены в юго-западных районах Словакии — в восточной части Братиславского края и центральной части Трнавского края. Наиболее крупными городами в области распространения трнавских говоров являются Трнава и Пезинок.
С запада и северо-запада к ареалу трнавских говоров примыкает область распространения загорских говоров. На северо-востоке трнавские говоры граничат с поважскими говорами, на юго-востоке — с глоговскими говорами средненитранской группы западнословацкого диалекта. На юге к ареалу трнавских говоров примыкает область словацких диалектно разнородных говоров и область распространения венгерского языка.
Название трнавских говоров происходит от названия самого крупного города, в окрестностях которого указанные говоры распространены — Трнавы.
Название трнавских говоров не связано с названием какого-либо из комитатов Венгерского королевства (в отличие от значительной части остальных словацких говоров) в связи с тем, что ареал трнавских говоров не совпадает полностью или частично с ареалом того комитата, в котором данные говоры сложились — трнавский ареал занимал относительно небольшую часть бывшего Прешпорского комитата (его северо-восточные и центральные районы).

## Особенности говоров

### Западнословацкие диалектные черты
Языковой комплекс трнавских говоров включает в свой состав большинство диалектных черт, характерных для всего западнословацкого диалекта, к их числу относят такие черты фонетики, как:
1. Наличие фонологически долгих гласных при отсутствии дифтонгов в большей части говоров: собственно долгие гласные á, í, ú; соответствующие среднесловацким дифтонгам исконные долгие монофтонги é, ó, á и монофтонгизировавшиеся или распавшиеся дифтонги.
2. Отсутствие закона ритмического сокращения слога (закона слоговой гармонии, согласно которому в слове не могут следовать друг за другом два слога с долгими гласными): xválím «я хвалю», krásní и т. п.
3. Тенденция к утрате парных мягких согласных — их полное отсутствие или наличие только одной пары по твёрдости / мягкости n — ň.
4. Палатализация согласных в позициях перед e из ě или ę.
5. Инициальное ударение, всегда падающее на первый слог.

Среди западнословацких фонетических черт отмечаются также праславянские рефлексы:
1. Наличие в большинстве случаев на месте праславянских сочетаний *orT-, *olT- не под акутовым ударением roT-, loT-: rokita, rost’em, vloňi и т. п.
2. Сохранение сочетаний tl, dl или изменение их в ll (исключая причастия на -l): krídlo / kríllo, šidlo / šillo.
3. Изменение согласного ch в š по второй палатализации: Češi, mňíši и т. п.
4. Изменение сочетания редуцированных с плавным l̥ (tьlstъ) в позиции между двумя согласными, один из которых язычный, в сочетание lu (tlust).
5. Изменение редуцированного в сочетаниях trъt, tlъt, trьt, tlьt в гласный полного образования: krest, blexa и т. п.

Кроме того, к западнословацким фонетическим чертам относится более позднее диалектное явление — вокализация редуцированных ь, ъ в сильной позиции с образованием на их месте e: deska «доска», kotel «котёл», oves «овёс», ocet «уксус», statek «скот», ven «вон», «вне» и т. п., а также другие диалектные черты.
К числу морфологических западнословацких черт относят:
1. Наличие контракции в формах творительного падежа единственного числа существительных и прилагательных женского рода и некоторых местоимений (s dobrú ženú / ženu, s tebú / s tebu) и именительного и винительного падежей единственного числа прилагательных среднего рода (dobré).
2. Распространение окончания -o у существительных среднего рода в форме именительного и винительного падежей единственного числа с фуннкционально мягким согласным в конце основы: líco, srco, vajco, pleco и т. п. или -é, -í: obilé / obilí, znameňé / znameňí.
3. Распространение в большей части говоров окончания -u у одушевлённых существительных на a в форме родительного падежа единственного числа: gazdu, sluhu, при наличии окончания -iв крайне западных говорах западнословацкого ареала: gazdi, sluhi.
4. Наличие окончаний, содержащих гласный порядка e (-i̯e / -é / -i̯é, -ovi̯e / -ové / -ovi̯é) у одушевлённых существительных мужского рода в форме именительного падежа множественного числа: lud’i̯e / ludé / ludi̯é; sinovi̯e / sinové / sinovi̯é; rodičé / rodiči̯e и т. п.
5. Наличие нестяжённых форм родительного и дательного падежей единственного числа притяжательных местоимений 1-го и 2-го лиц: tvojého / tvojjého; tvojému / tvojjému.

### Местные диалектные черты
Для трнавских говоров характерен ряд собственных местных диалектных черт, к ним относятся:
1. Наличие слоговых согласных (представленных в среднесловацком объёме), в число которых входят и рефлексы праславянских сочетаний редуцированных с плавным l после язычного согласного: sl̥nko, stl̥p, žl̥č, dl̥hí и т. п.
2. Распространение специфических форм притяжательных местоимений: jehóf, jehová, jehové, jejin, jejiná, jejiné, которые склоняются как полные прилагательные.
3. По наличию вставного гласного в причастиях мужского рода на -l трнавский ареал разделён на две части — западную, в которой отмечается вставная гласная -e- (как и в загорских говорах): padél, mohél, nésél / nésel и восточную, в которой отмечается вставная гласная -o-: padól, mohól, nésol. При образовании причастия -l от глаголов с основообразующим суффиксом -i- происходит сохранение этого суффикса: robil, varil, žil и т. п.

По целому ряду диалектных явлений трнавские говоры объединяются с загорскими (вместе составляющими группу юго-западных западнословацких говоров), причём значительная часть этих явлений характерна для западнословацкого диалекта в целом. В числе данных языковых явлений (в сравнении с другими говорами западнословацкого диалекта) отмечаются:
1. Полное отсутствие дифтонгов в системе гласных. В пределах западнословацкого ареала дифтонги широко представлены в верхнетренчинских и менее широко в нижнетренчинских и поважских говорах (как следствие влияния среднесловацкого диалекта).
2. Отсутствие закона ритмического сокращения слога. Наличие ритмического закона характерно для подвергшихся значительному среднесловацкому влиянию верхнетренчинских и восточных нижнетренчинских говоров. Как правило, ритмический закон не действует в средненитранских говорах.
3. Ассибиляция согласных t’ и d’ (изменение в c’ и ʒ’ с последующим отвердением) только перед исконным i и e < ě (в загорских говорах частично и перед ę). Согласные n и l не имеют пары по мягкости. В северных западнословацких говорах ассибиляция реализуется перед e любого происхождения, кроме рефлекса ъ, а также в форманте инфинитива, при этом в нижнетренчинских говорах отмечается наличие мягких t’ и d’, а в поважских чаще всего представлены отвердевшие t и d. Ассибиляция согласных t’ и d’ не осуществилась в нижненитранских говорах.
4. Отсутствие билабиального u̯, чередующегося с лабиодентальным v. В позиции конца слога перед глухим согласным и в абсолютном конце слова представлена согласная f. Билабиальный u̯ в позиции конца слога отмечается в восточных нижнетренчинских говорах; наряду с v встречается в поважских говорах; отсутствует в средненитранских говорах, в которых представлена v, не имеющая пары по глухости.
5. Наличие одушевлённых существительных в форме именительного падежа множественного числа с флексиями, содержащими гласный порядка e: ludé, susedé, bratové, mužové, и т. п. В верхнетренчинских говорах отмечаются формы типа sinovi̯a, braci̯a, l’uʒi̯a, zacovi̯a; в нжнетренчинских — siňi̯é, gazdovi̯é; в поважских — sinovi̯é / sinové, ludi̯é / ludé (в миявских — sinovi̯a, ludi̯a); в средненитранских — sinová, lud’á.
6. Распространение прилагательных твёрдой разновидности склонения в форме предложного падежа единственного числа с флексией -ém: o dobrém, o našém, o mojém и т. п. Для верхнетренчинских говоров характерны формы предложного падежа с флексиями -ém, -i̯em — o mojém / o mojem, o dobrém, o naši̯em; в западных нижнетренчинских говорах распространены формы предложного падежа с флексиями -em, в восточных говорах наряду с флексей -ém используется флексия -om — o dobrém / o dobrom, o kerém / o kerom, но только o mojjém, o naši̯ém; в средненитранских отмечается флексия -om — o dobrom, o cuʒom
7. Омонимия форм косвенных падежей числительных: bes pjeci, k pjeci, o pjeci.

В то же время, несмотря на большое число сходных диалектных черт, трнавские говоры имеют ряд отличий от загорских, заключающихся прежде всего в отсутствии в трнавском ареале распространения черт, общих с чертами чешского языка.

## Пример текста
Пример текста на одном из трнавских говоров:
Maco Mléč jak osemnázročí prišól k bohatému sedlákovi za paholka ge konom. Ból silní, robotní jako kón. Ludé hovorili, že je to preto, že ból od narodzená prisprostí a chluchí. Dzífki mu teda hovorili, jak prišól do dzedzini, Mléčnik: už nevím, či preto, že ból celkom hluchí jag hrotek na mléko, a či preto, že ból krátkí, širokí, hrdla ništ, jako bi ho ze pna odsekól.